# كنان تشوبان
كنان تشوبان، هو ممثل كردي تركي من مواليد 22 يناير سنة 1975 في مدينة معمورة العزيز التركية. اِشْتَهَرَ كنان تشوبان بأدائه دور شخصية عبد الحي في مسلسل وادي الذئاب. متزوج من هيلين نازلي منذ سنة 2017. وكان متزوجًا سابقًا من ديليك أوزكان.
ِشارك أيضاً في مسلسل «القرنفل الأبيض» سنة 2014 بدور «زولفي كوركماز» ولكن بالرغم من جودة المسلسل وقصته الواقعية أُوقِفَ عند الحلقة السادسة؛ بسبب ضعف نسبة المشاهدة.
وشارك ايضاً بمسلسل «قطاع الطرق لن يحكموا العالم» سنة 2015 بدور «فخري البسيكوبات» أو «الأب فخري».

## أعماله
- وادي الذئاب (2003-2005)
- فيلم وادي الذئاب العراق (2006)
- وادي الذئاب الإرهاب (2007)
- وادي الذئاب الكمين (2007-2014)
- فيلم وادي الذئاب فلسطين (2011)
- القرنفل الأبيض (2014)
- قطاع الطرق لن يحكموا العالم (2015-2020)
- فيلم الهيبة (2022)
- محمد: سلطان الفتوحات (-2024)

## وصلات خارجية
- كنان تشوبان على موقع IMDb (الإنجليزية)
- كنان تشوبان على موقع ألو سيني (الفرنسية)
- كنان تشوبان على موقع قاعدة بيانات الفيلم (الإنجليزية)